# Ritojärvi
Ritojärvi är en sjö i kommunen Lieksa i landskapet Norra Karelen i Finland. Sjön ligger 164,5 meter över havet. Den är 10,4 meter djup. Arean är 1,19 kvadratkilometer och strandlinjen är 7,5 kilometer lång. Sjön  ingår i Vuoksens huvudavrinningsområde.   Den ligger omkring 80 kilometer nordöst om Joensuu och omkring 450 kilometer nordöst om Helsingfors. 